# Condado de Santa Cruz (Califórnia)
O condado de Santa Cruz (em inglês:  Santa Cruz County) é um dos 58 condados do estado americano da Califórnia. Foi fundado em 1850. A sede e cidade mais populosa do condado é Santa Cruz.

## Geografia
De acordo com o United States Census Bureau, o condado possui uma área de 1 572 km², dos quais 1 153 km² estão cobertos por terra e 419 km² por água.

## Demografia
Segundo o censo nacional de 2010, o condado possui uma população de 262 382 habitantes e uma densidade populacional de 227,5 hab/km². É o segundo menor condado em extensão territorial, sendo apenas maior que São Francisco. Possui 104 476 residências, que resulta em uma densidade de 91 residências/km².
Das 4 localidades incorporadas no condado, Santa Cruz é a mais populosa, com 59 946 habitantes, o que representa 23% da população total, enquanto que Watsonville é a mais densamente povoada, com 2 955 hab/km². Capitola é a menos populosa, com 9 918 habitantes. De 2000 para 2010, a população de Watsonville cresceu quase 16% e a de Capitola reduziu em 1%. Apenas uma cidade possui população inferior a 10 mil habitantes.